# Port Isaac
Port Isaac – wieś w Anglii, w Kornwalii. Leży 73 km na północny wschód od miasta Penzance i 345 km na zachód od Londynu.